# ميخائيل كرولي
ميخائيل كرولي (بالإنجليزية: Michael Crowley)‏ هو صحفي أمريكي، ولد في 1 أبريل 1972.